# Corneliu Dobrițoiu
Corneliu Dobrițoiu (n. 18 septembrie 1955, București) este un general român în rezervă, ministru al apărării naționale între 7 mai și 22 decembrie 2012.

## Cariera profesională
Corneliu Dobrițoiu s-a născut la data de 18 septembrie 1955, în București. A absolvit Liceul Militar „Dimitrie Cantemir” din Breaza (jud. Prahova) în anul 1974 și apoi Academia Forțelor Terestre “Nicolae Bălcescu” din Sibiu în anul 1977. A lucrat ca ofițer în cadrul Regimentului 1 Mecanizat din București îndeplinind următoarele funcții: comandant de pluton (1977-1978), comandant de companie de infanterie (1978-1980) și apoi locțiitor al șefului Biroului Cercetare (1980-1983).
Este numit apoi Comandant de Batalion la Institutul de Medicină Militară din București (1983-1987). În anul 1987, este numit expert pe probleme de mobilizare a resurselor umane în cadrul Comandamentului 1 Teritorial din București, funcție pe care o deținea și în momentul izbucnirii Revoluției din decembrie 1989.
În anul 1991 este transferat în cadrul Regimentului 3 Mecanizat din București. În anul 1993, absolvă Academia de Înalte Studii Militare din București, fiind numit imediat ca șef al Biroului Cercetare din cadrul Regimentului 2 Mecanizat. Între anii 1993-1994 deține funcția de locțiitor al șefului Biroului Cercetare la Divizia 57 Tancuri din București.
Din anul 1994 lucrează în cadrul structurii operative a Ministerului Apărării Naționale, mai întâi ca expert pe probleme de analiză politico-militară în Direcția Analiză Politico-Militară și Relații Militare Internaționale din cadrul MApN (1994-1995). În anul 1995, absolvă cursurie de apărare organizate de Centrul de Studii Europene de Securitate “George C. Marshall“, Colegiul de Studii Strategice și Economia Apărării, fiind în paralel Șef al Echipei Militare de Legătură a României în cadrul Programului de cooperare Româno-Americană „Mil-to-Mil”.
În perioada 1995-1996, este Șeful Biroului Punct Contact Internațional la Direcția Relații Militare Internaționale din MApN, apoi Șeful Secției Evaluare Relații Militare Internaționale la Direcția Relații Militare Internaționale (1996-1998). 
Între anii 1998-2000, este ofițer de Stat Major la Direcția Cooperare și Securitate Regională din cadrul Statului Major Militar Internațional, Cartierul General NATO din Bruxelles. În anul 2000, președintele României, Emil Constantinescu, îi conferă Ordinul Național "Steaua României" în grad de Cavaler. Reîntors în România, este promovat ca Șef al Direcției Integrare Euro-Atlantică și Relații Militare Internaționale din MApN (2000-2004). 
Corneliu Dobrițoiu a fost înaintat la gradul de general de brigadă (cu 1 stea) începând cu 1 decembrie 2002  și apoi la gradul de general-maior (cu 2 stele) începând cu 1 decembrie 2004. 
Urmează apoi cursurile pentru ambasadori și generali ale Colegiului NATO din Roma (Italia), pe care le absolvă în anul 2004 și cursul superior de management al apărării de la Școala de Studii Navale Postuniversitare din Monterey (SUA), absolvite în anul 2005.
În 7 mai 2012 a devenit Ministru al Apărării Naționale în Guvernul Victor Ponta

## Funcționar superior în Ministerul Apărării Naționale
În anul 2004, Corneliu Dobrițoiu este numit Locțiitor al Secretarului de Stat al MApN și șef al Departamentului de Integrare Euro-Atlantică și Politică de Apărare. La 15 mai 2006, prin Decret al Președintelui Traian Băsescu al României, generalul-maior (cu două stele) Corneliu Dobrițoiu a fost înaintat la gradul de general-locotenent (cu trei stele) și a fost trecut în rezervă cu noul grad, din Ministerul Apărării Naționale. 
Din data de 26 iunie 2006, prin Decizie a primului ministru, confirmată prin Decretul nr. 80 al Președintelui României, Corneliu Dobrițoiu este numit în funcția de Secretar de stat și șef al Departamentului pentru politica de apărare și planificare din cadrul MApN. 
În perioada 12 septembrie 2006 – 26 octombrie 2006, ca urmare a suspendării ministrului apărării, Teodor Athanasiu de către președintele României, Traian Băsescu, Corneliu Dobrițoiu îndeplinește funcția de locțiitor al ministrului apărării naționale.
În prezent are gradul de general-locotenent în rezervă. După afirmațiile sale, Corneliu Dobrițoiu vorbește fluent limba engleză și limba franceză la nivel de familiarizare. Este recăsătorit și are doi copii. Este din anul 2006 membru al Partidului Național Liberal.
La începutul lunii februarie 2007, Corneliu Dobrițoiu a fost acuzat de către presă că și-a cumpărat în anul 2005 apartamentul de serviciu de 115 metri pătrați într-o zonă centrală a Capitalei (în același bloc cu generalul Sergiu Medar, consilier prezidențial pentru apărare) cu 27.000 de euro, deși pe piața imobiliară o astfel de locuință ar fi valorat 150.000 de euro. Această tranzacție s-a perfectat deși conform declarației sale de avere, Dobrițoiu mai deținea o casă de vacanță din 2004, în comuna Găneasa (județul Ilfov), pe numele soției, bijuterii de 20.000 de euro și active financiare de 50.000 de euro. 
Legea nr. 562/2004, modificată prin Legea nr. 357 din 2006, pentru vânzarea locuințelor de serviciu din apărare, ordine publică și securitate națională, interzice cumpărarea apartamentelor de către persoanele care „dețin în proprietate, ele sau soțul, o locuință proprietate personală“. Corneliu Dobrițoiu a declarat că nu a încălcat legea, pentru că, „potrivit procedurilor, eu nu aș fi avut șanse să cumpăr locuința de serviciu dacă aș fi avut o proprietate în București“. 

## Decorații
Generalul Corneliu Dobrițoiu a fost decorat cu următoarele ordine:
- Ordinul Național "Steaua României" în grad de Cavaler (2000)

## Condamnare penală
Fostul ministru al Apărării Corneliu Dobrițoiu a fost condamnat definitiv la un an de închisoare cu suspendare în dosarul „Case pentru generali”, în legătură cu achiziționarea în condiții ilegale a unei locuințe de serviciu la preț subvenționat, în 2016.
El a rămas cu sentința definitivă de condamnare după ce Curtea Supremă a respins ca inadmisibil recursul acestuia. 